# Správní obvod obce s rozšířenou působností Olomouc
Správní obvod obce s rozšířenou působností Olomouc je od 1. ledna 2003 jedním ze čtyř správních obvodů rozšířené působnosti obcí v okrese Olomouc v Olomouckém kraji. Čítá 45 obcí a jeden vojenský újezd.
Město Olomouc, obec Hlubočky a vojenský újezd Libavá jsou obcemi s pověřeným obecním úřadem.

## Seznam obcí
Poznámka: Města jsou vyznačena tučně, městyse kurzívou.
- Bělkovice-Lašťany
- Blatec
- Bohuňovice
- Bukovany
- Bystročice
- Bystrovany
- Daskabát
- Dolany
- Doloplazy
- Drahanovice
- Dub nad Moravou
- Grygov
- Hlubočky
- Hlušovice
- Hněvotín
- Horka nad Moravou
- Charváty
- Kozlov
- Kožušany-Tážaly
- Krčmaň
- Křelov-Břuchotín
- Liboš
- Loučany
- Luběnice
- Lutín
- Majetín
- Mrsklesy
- Náměšť na Hané
- Olomouc
- Přáslavice
- Příkazy
- Samotišky
- Skrbeň
- Slatinice
- Suchonice
- Svésedlice
- Štěpánov
- Těšetice
- Tovéř
- Tršice
- Ústín
- Velká Bystřice
- Velký Týnec
- Velký Újezd
- Věrovany
- vojenský újezd Libavá

## Obyvatelstvo
| Rok  | Obyv.   | ± %     |
| ---- | ------- | ------- |
| 1869 | 81 109  | —       |
| 1880 | 93 784  | +15,6 % |
| 1890 | 101 059 | +7,8 %  |
| 1900 | 112 041 | +10,9 % |
| 1910 | 121 959 | +8,9 %  |

| Rok  | Obyv.   | ± %     |
| ---- | ------- | ------- |
| 1921 | 128 251 | +5,2 %  |
| 1930 | 144 003 | +12,3 % |
| 1950 | 125 977 | −12,5 % |
| 1961 | 135 734 | +7,7 %  |
| 1970 | 143 284 | +5,6 %  |

| Rok  | Obyv.   | ± %    |
| ---- | ------- | ------ |
| 1980 | 154 842 | +8,1 % |
| 1991 | 156 404 | +1 %   |
| 2001 | 157 852 | +0,9 % |
| 2011 | 160 980 | +2 %   |
| 2021 | 169 377 | +5,2 % |